# Yenipazar (Bilecik)
Pour les articles homonymes, voir Yenipazar (homonymie).
Yenipazar est une ville et un district de la province de Bilecik dans la région de Marmara en Turquie.